# Paul Joseph Cremers
Paul Joseph Cremers (auch: Joseph Cremers; * 8. Februar 1897 in Aachen; † 14. Juli 1941 in Bonn) war ein deutscher Journalist und  Schriftsteller.

## Leben
Paul Joseph Cremers war Sohn eines Buchhalters. Er wuchs in Köln auf und studierte Germanistik an der Universität Bonn. 1921 promovierte er bei Berthold Litzmann mit einer Arbeit über Novalis zum Doktor der Philosophie. Von 1922 bis 1937 gehörte er der Kulturredaktion der in Essen erscheinenden Rheinisch-Westfälischen Zeitung an. Ab 1938 lebte er wieder in Bonn.
Paul Joseph Cremers war neben seiner journalistischen Tätigkeit Verfasser von Theaterstücken. Großen Erfolg erzielte er nach 1933 mit mehreren Auflagen des 1925 erstmals veröffentlichten und bis 1933 wenig aufgeführten Stücks Die Marneschlacht, einer Bearbeitung der Ereignisse an der Westfront zu Beginn des Ersten Weltkriegs, ein „an sich schwaches Stück“, das aber „gut in das Programm der Nationalsozialisten passte“ (wurde nach Ende des Zweiten Weltkrieges in der Sowjetischen Besatzungszone auf die Liste der auszusondernden Literatur gesetzt).
Kurz nach der “Machtergreifung” der NSDAP schlug die regionale NSDAP den Ministern Goebbels und Göring Cremers zum Staatskommissar für Deutsche Kultur im Rheinland und in Westfalen vor. Der nationalsozialistische Kampfbund für deutsche Kultur ging davon aus, Cremers stehe „gesinnungsmäßig vollständig auf dem Boden des Nationalsozialismus“ und werde „immer eine sehr wertvolle Kraft im kulturellen Kampfe darstellen“.

## Werke
- Der magische Idealismus als dichterisches Formproblem in den Werken Friedrich von Hardenbergs, Bonn 1921
- Walter Hasenclever, Köln 1922 (zusammen mit Otto Brües)
- Johannes Greferath, Essen 1925
- Muspilli oder Der Prinz von Oahu, Essen 1925
- Die Marneschlacht, Bielefeld und Leipzig 1925
- Peter Behrens, Essen 1928
- Rheinlandtragödie, Berlin 1933
- Richelieu, Kardinalherzog von Frankreich, Berlin 1934
- Gastmahl der Götter, Berlin 1935
- Essen (= Deutsche Lande, deutsche Kunst). Deutscher Kunstverlag, Berlin 1937.
- 1813, Berlin 1938
- Bereitschaft, Düsseldorf 1940